# Oberea viperina
Oberea viperina är en skalbaggsart som beskrevs av Francis Polkinghorne Pascoe 1858. Oberea viperina ingår i släktet Oberea och familjen långhorningar.
Artens utbredningsområde är Myanmar. Inga underarter finns listade i Catalogue of Life.